# Christian Breslauer

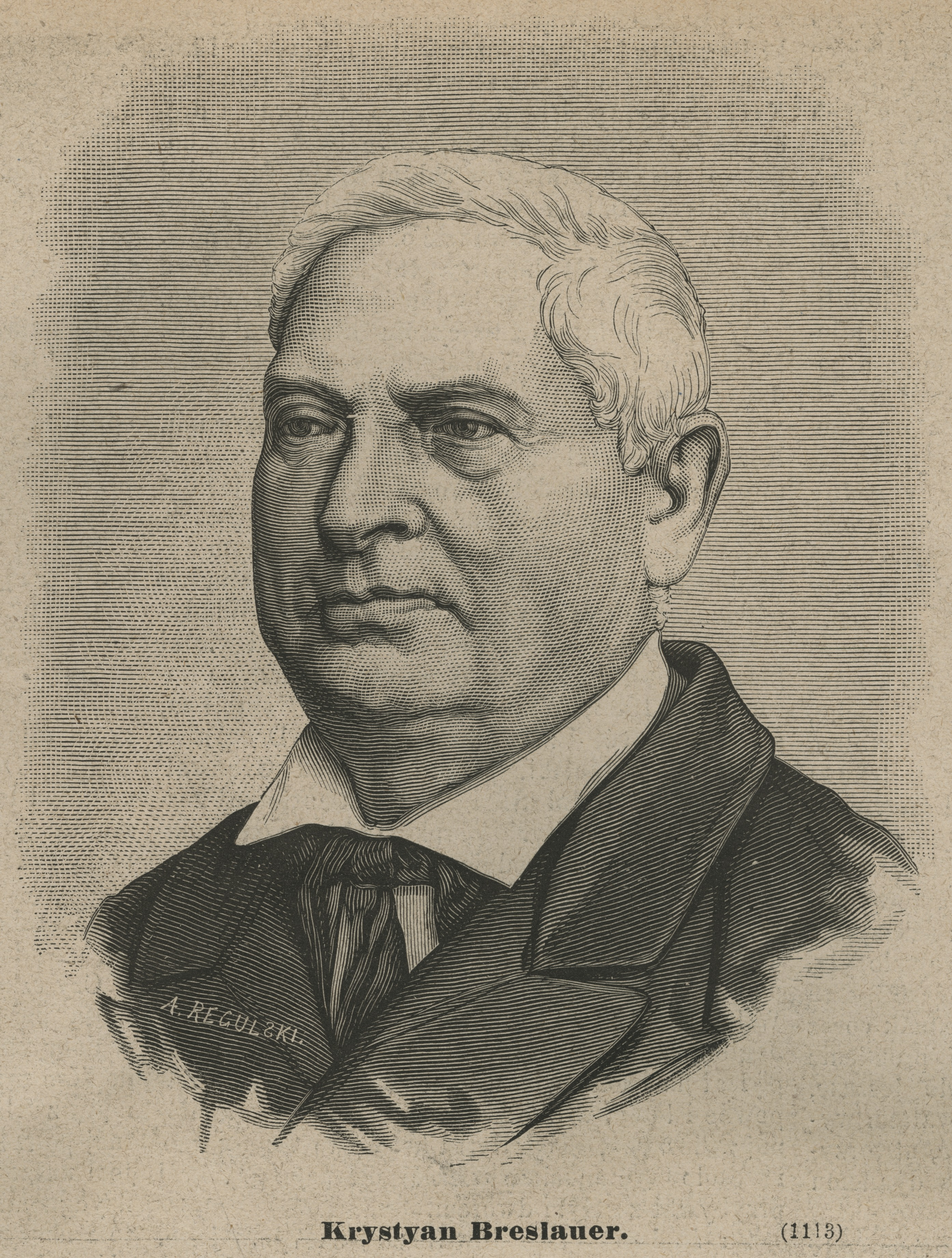

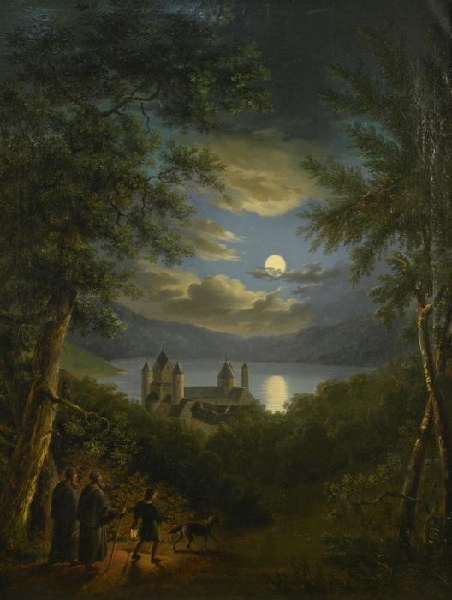
Das Kloster Maria Laach bei Vollmond, im Vordergrund zwei von einem Jüngling mit Laterne begleitete Geistliche

Karl Christian Breslauer, auch Chrystian Breslauer (* 12. Januar 1802 in Warschau; † 10. August 1882 ebenda), war ein Warschauer Landschaftsmaler.

## Leben
Breslauer kam 1820 nach Berlin, besuchte dort das Gymnasium und studierte gleichzeitig Malerei an der Kunstakademie. Anschließend arbeitete er bei den Dekorations- und Theatermalern Carl Blechen und Karl Wilhelm Gropius. 1832 bis 1836 war er in der Landschaftsklasse der Düsseldorfer Kunstakademie bei Johann Wilhelm Schirmer eingeschrieben. Er bereiste Deutschland, Skandinavien (Schweden, Norwegen, Finnland), Tirol, Italien, Frankreich und die Türkei. 1839 begab er sich zusammen mit Andreas Achenbach und Thomas Fearnley auf Reisen. 1845 war er erneut in Norwegen. In den 1840er Jahren arbeitete er im Auftrag des preußischen Königs an Bildern für die Ausstattung von Schloss Stolzenfels am Rhein. Mit seinen Arbeiten beteiligte er sich u. a. an den Jahresausstellungen in Düsseldorf und Berlin, darunter Burg Bürresheim und Heiligenhäuschen in Tiefenbach (Berlin 1832), Limburg an der Lahn (Düsseldorf 1832), Felsenlandschaft (Düsseldorf und Berlin 1834), Schlossruine Heidelberg (Berlin 1834) oder Partie bei Ramsau im bayrischen Hochgebirge (Berlin 1844), sowie in Frankfurt/M. mit Rheinische Landschaft und Burgruine (1839). In Warschau stellte er 1841 Mühle bei Weilburg aus. Seit 1845 wohnte er ständig in Warschau und beteiligte sich dort mit vier Bildern an einer Ausstellung; für sein Bild Sonnenuntergang erhielt er eine Goldene Medaille sowie ein Stipendium über 200 Dukaten, mit dem er 1846 nach Litauen und anschließend bis 1848 nach Italien reiste. Im Palazzo Pitti in Florenz kopierte er Landschaften von Ruisdael und Salvator Rosa für die Warschauer Akademie und besuchte Rom, Neapel und Palermo.
1846 bekam er einen Ruf an den Lehrstuhl für Landschaftsmalerei der Warschauer Kunstschule, der er 1848 nachkam. 1856 wurde er zum Professor für „Landschaftszeichnen, Perspektive und Schattenkonstruktionen“ ernannt und leitete 1865 bis 1868 die Zeichenklasse. Zu seinen Schülern gehörten fast alle bedeutenden polnischen Landschaftsmaler der 2. Hälfte des 19. Jahrhunderts, u. a. Wojciech Gerson, Franciszek Kostrzewski und Józef Szermentowski.

## Werke
Er malte präzise, oft menschenleere Landschaftsbilder. Auch seine späteren Landschaftsdarstellungen aus der Umgebung von Warschau, von Trocki und Wilna in Litauen, Ojców bei Krakau (1861) und aus dem Salzkammergut sowie Studien, die anlässlich erneuter Reisen nach Finnland (Finnische Landschaft, Kunstausstellung Warschau 1871) und Norwegen entstanden, sind durch sorgfältige Ausführung sowie durch sichere Zeichnung und klare räumliche Erfassung gekennzeichnet. Sie dokumentieren weiterhin den Einfluss der Düsseldorfer Malerschule, insbesondere den ihrer skandinavischen Vertreter. Arbeiten von seiner Hand befinden sich in den Kunstsammlungen von Białystok, Muzeum Okręgowe: Ansicht des Vesuv (1849); Bytom (Beuthen), Muzeum Górnośląskie: Rheinlandschaft (1849); Düsseldorf, Kunstmuseum: vertreten in Das Goldene Buch; Kassel, Staatl. Museen, Neue Galerie: Landschaft mit Felsenburgruine (1837); Oslo, Nationalgalerie: Studie aus Norwegen (1845); Toruń (Thorn), Muzeum Okręgowe: Landschaft mit Mühle bei Weilburg (1839); Warszawa (Warschau): (1971) 17 Ölgemälde, darunter Schloß Trocki in Litauen, Wilnaer Vorstadt Antokol, Italienische Gebirgslandschaft (1847), Ansicht des Schlosses in Natolin (1852), Nordische Landschaft mit See und Burg (1863), Sonnenuntergang, 31 Ölstudien auf Papier sowie 91 Aquarelle und zahlreiche Zeichnungen, u. a. aus Italien und Skandinavien; Vilnius (Wilna), Lietuvos dailés muzeum: Landschaft (1846) und Wuppertal, Von der Heydt-Museum: Burg am Fluß.